# Larpelites trepidus
Larpelites trepidus är en stekelart som först beskrevs av Tosquinet 1896.  Larpelites trepidus ingår i släktet Larpelites och familjen brokparasitsteklar. Inga underarter finns listade i Catalogue of Life.